# Henridorff
Henridorff település Franciaországban, Moselle megyében. Lakosainak száma 705 fő (2022. január 1.). Henridorff Arzviller, Brouviller, Dannelbourg, Garrebourg, Lutzelbourg, Mittelbronn, Saint-Jean-Kourtzerode, Saint-Louis és Waltembourg községekkel határos.

## Népesség
A település népességének változása:
| Lakosok száma | 627  | 537  | 493  | 631  | 670  | 687  | 701  | 712  | 709  | 705  |
|               | 1968 | 1982 | 1990 | 2006 | 2013 | 2015 | 2017 | 2019 | 2020 | 2022 |